# Sarah-Sofie Boussnina
Sarah-Sofie Boussnina, född 28 december 1990 i Svendborg, är en dansk skådespelare.
Boussnina har medverkat i TV-serierna Dune: Prophecy och Svartsjön. Hon har även medverkat i filmen Fasanjägarna.

## Filmografi (i urval)
- 2014 – Fasanjägarna
- 2014 – 1864 (TV-serie)
- 2015 – Bron (TV-serie)
- 2016 – Svartsjön (TV-serie)
- 2024 – Dune: Prophecy (TV-serie)